# Dianne Fromholtz
Dianne Fromholtz, de casada Dianne Balestrat  (Albury, 10 d'agost de 1956) és una exjugadora de tennis australiana.
En el seu palmarès destaca un títol de Grand Slam de dobles femenins junt a Helen Gourlay. També va disputar una final de Grand Slam individual i una en dobles mixts al costat de Mark Edmondson. Va arribar a ocupar la quarta posició del rànquing individual femení. Va formar part de l'equip australià de Copa Federació durant molts anys, destacant el seu debut en l'edició de 1974, que van guanyar quan encara era menor d'edat, i va jugar un total de set finals.
El 26 de desembre de 1982 es va casar amb l'empresari francès Claude Balestrat a Dural, Sydney.
Fou guardonada amb l'Australian Sports Medal el 30 d'agost de 2000. Després de la seva retirada es va dedicar a l'entrenament de tennistes en categories inferiors a Austràlia.

## Torneigs de Grand Slam

### Individual: 1 (0−1)
| Resultat  | Núm. | Any  | Torneig                  | Oponent             | Marcador |
| --------- | ---- | ---- | ------------------------ | ------------------- | -------- |
| Finalista | 1.   | 1977 | Open d'Austràlia (gener) | Kerry Melville Reid | 5−7, 2−6 |

### Dobles femenins: 1 (1−0)
| Resultat   | Núm. | Any  | Torneig                  | Parella       | Oponents                           | Marcador      |
| ---------- | ---- | ---- | ------------------------ | ------------- | ---------------------------------- | ------------- |
| Guanyadora | 1.   | 1977 | Open d'Austràlia (gener) | Helen Gourlay | Kerry Melville Reid Betsy Nagelsen | 5−7, 6−1, 7−5 |

### Dobles mixts: 1 (0−1)
| Resultat  | Núm. | Any  | Torneig   | Parella        | Oponents                 | Marcador         |
| --------- | ---- | ---- | --------- | -------------- | ------------------------ | ---------------- |
| Finalista | 1.   | 1980 | Wimbledon | Mark Edmondson | Tracy Austin John Austin | 6−4, 6−7(6), 3−6 |

## Palmarès

### Individual: 24 (8−16)
| Títols per superfície |
| --------------------- |
| Dura (0−4)            |
| Gespa (4−5)           |
| Terra batuda (3−1)    |
| Moqueta (1−6)         |

| Resultat   | Núm. | Data                   | Torneig                     | Superfície   | Oponent             | Marcador       |
| ---------- | ---- | ---------------------- | --------------------------- | ------------ | ------------------- | -------------- |
| Guanyadora | 1.   | 14 de maig de 1973     | Guildford, Regne Unit       | Terra batuda | Kazuko Sawamatsu    | 7−5, 4−6, 6−3  |
| Guanyadora | 2.   | 4 de juny de 1973      | Chichester, Regne Unit      | Gespa        | Brigitte Cuypers    | 6−1, 6−0       |
| Guanyadora | 3.   | 11 de juny de 1973     | Beckenham, Regne Unit       | Gespa        | Janet Newberry      | 7−5, 0−6, 6−1  |
| Finalista  | 1.   | 9 de juliol de 1973    | Newport, Regne Unit         | Gespa        | Julie Heldman       | 6−1, 1−6, 9−11 |
| Finalista  | 2.   | 19 de novembre de 1973 | Adelaida, Austràlia         | Gespa        | Janet Young         | 5−7, 1−6       |
| Guanyadora | 4.   | 26 de novembre de 1973 | Sydney, Austràlia           | Terra batuda | Ann Kiyomura        | 6−1, 7−5       |
| Finalista  | 3.   | 19 d'agost de 1974     | South Orange, Estats Units  | Gespa        | Pam Teeguarden      | 5−7, 3−6       |
| Finalista  | 4.   | 18 de novembre de 1974 | Johannesburg, Sud-àfrica    | Dura         | Kerry Melville      | 3−6, 5−7       |
| Finalista  | 5.   | 4 d'agost de 1975      | Indianapolis, Estats Units  | Terra batuda | Chris Evert         | 3−6, 4−6       |
| Finalista  | 6.   | 4 d'octubre de 1976    | Phoenix, Estats Units       | Dura         | Chris Evert         | 1−6, 5−7       |
| Guanyadora | 5.   | 19 de novembre de 1976 | Sydney (2)                  | Terra batuda | Leanne Harrison     | 6−1, 6−0       |
| Finalista  | 7.   | 26 de desembre de 1976 | Sydney                      | Gespa        | Kerry Melville Reid | 6−3, 2−6, 3−6  |
| Finalista  | 8.   | 3 de gener de 1977     | Open d'Austràlia, Austràlia | Gespa        | Kerry Melville Reid | 5−7, 2−6       |
| Finalista  | 9.   | 3 d'octubre de 1977    | Atlanta, Estats Units       | Moqueta (i)  | Chris Evert         | 3−6, 2−6       |
| Finalista  | 10.  | 20 de febrer de 1978   | Detroit, Estats Units       | Moqueta (i)  | Martina Navrátilová | 3−6, 2−6       |
| Guanyadora | 6.   | 4 de desembre de 1978  | Sydney                      | Gespa        | Kerry Melville Reid | 6−1, 1−6, 6−4  |
| Guanyadora | 7.   | 18 de desembre de 1978 | Sydney (2)                  | Gespa        | Wendy Turnbull      | 6−2, 7−5       |
| Finalista  | 11.  | 22 de gener de 1979    | Hollywood, Estats Units     | Moqueta (i)  | Greer Stevens       | 4−6, 6−2, 4−6  |
| Guanyadora | 8.   | 12 de març de 1979     | Boston, Estats Units        | Moqueta (i)  | Sue Barker          | 6−2, 7−6(4)    |
| Finalista  | 12.  | 31 de març de 1979     | Carlsbad, Estats Units      | Dura         | Chris Evert         | 6−3, 3−6, 1−6  |
| Finalista  | 13.  | 1 d'octubre de 1979    | Minneapolis, Estats Units   | Moqueta (i)  | Evonne Goolagong    | 3−6, 4−6       |
| Finalista  | 14.  | 29 de setembre de 1980 | Minneapolis (2)             | Moqueta (i)  | Tracy Austin        | 1−6, 6−2, 2−6  |
| Finalista  | 15.  | 6 de maig de 1985      | Sydney                      | Moqueta (i)  | Pam Shriver         | 3−6, 4−6       |
| Finalista  | 16.  | 9 de maig de 1987      | Phoenix (2)                 | Dura         | Anne White          | 1−6, 2−6       |

### Dobles femenins: 15 (7−8)
| Títols per superfície |
| --------------------- |
| Dura (3−2)            |
| Gespa (2−5)           |
| Terra batuda (2−1)    |

| Resultat   | Núm. | Data                   | Torneig                      | Superfície   | Parella              | Oponents                             | Marcador            |
| ---------- | ---- | ---------------------- | ---------------------------- | ------------ | -------------------- | ------------------------------------ | ------------------- |
| Finalista  | 1.   | 9 de juliol de 1973    | Newport, Regne Unit          | Gespa        | Julie Heldman        | Patti Hogan Sharon Walsh             | Final no completada |
| Finalista  | 2.   | 19 de novembre de 1973 | Adelaida, Austràlia          | Gespa        | Jenny Dimond         | Janet Fallis Janet Young             | 6−7, 3−6            |
| Finalista  | 3.   | 17 de desembre de 1973 | Hobart, Austràlia            | Gespa        | Jackie Fayter        | Helen Gourlay Karen Krantzcke        | 2−6, 1−6            |
| Guanyadora | 1.   | 8 d'abril de 1974      | Phoenix, Estats Units        | Dura         | Janet Young          | Ann Kiyomura Betsy Nagelsen          | Renúncia            |
| Guanyadora | 2.   | 8 de juliol de 1974    | Newport                      | Dura         | Raquel Giscafré      | Mandy Morgan Pam Whytcross           | 6−2, 6−1            |
| Guanyadora | 3.   | 15 de juliol de 1974   | Hoylake, Regne Unit          | Gespa        | Jenny Dimond         | Patti Hogan Wendy Gilchrist          | 9−7, 6−3            |
| Finalista  | 4.   | 14 de novembre de 1974 | Johannesburg, Sud-àfrica     | Dura         | Margaret Smith Court | Ilana Kloss Kerry Melville           | 3−6, 5−7            |
| Guanyadora | 4.   | 19 de maig de 1975     | Hamburg, Alemanya Occidental | Terra batuda | Renáta Tomanová      | Paulina Peisachov Kazuko Sawamatsu   | 6−3, 6−2            |
| Guanyadora | 5.   | 8 de març de 1976      | Tallahassee, Estats Units    | Dura         | Julie Anthony        | Virginia Ruzici Mariana Simionescu   | 6−2, 7−5            |
| Finalista  | 5.   | 27 de desembre de 1976 | Sydney, Austràlia            | Gespa        | Renáta Tomanová      | Helen Gourlay Betsy Nagelsen         | 4−6, 1−6            |
| Guanyadora | 6.   | 3 de gener de 1977     | Open d'Austràlia, Austràlia  | Gespa        | Helen Gourlay        | Kerry Melville Reid Betsy Nagelsen   | 5−7, 6−1, 7−5       |
| Finalista  | 6.   | 29 de setembre de 1977 | Hilton Head, Estats Units    | Terra batuda | Virginia Wade        | Evonne Goolagong Kerry Reid Melville | 7−5, 1−6, 4−6       |
| Guanyadora | 7.   | 14 de maig de 1979     | Viena, Àustria               | Terra batuda | Marise Kruger        | Ilana Kloss Betty-Ann Stuart         | 3−6, 6−4, 6−1       |
| Finalista  | 7.   | 26 de novembre de 1979 | Melbourne, Austràlia         | Gespa        | Anne Smith           | Wendy Turnbull Billie Jean King      | 3−6, 3−6            |
| Finalista  | 8.   | 28 de febrer de 1983   | Palm Springs, Estats Units   | Dura         | Betty Stöve          | Kathy Jordan Ann Kiyomura            | 2−6, 2−6            |

### Dobles mixts: 1 (0−1)
| Resultat  | Núm. | Data               | Torneig                     | Superfície | Parella        | Oponents                 | Marcador         |
| --------- | ---- | ------------------ | --------------------------- | ---------- | -------------- | ------------------------ | ---------------- |
| Finalista | 1.   | 23 de juny de 1980 | Open d'Austràlia, Austràlia | Gespa      | Mark Edmondson | Tracy Austin John Austin | 6−4, 6−7(6), 3−6 |

### Equips: 5 (1−4)
| Resultat   | Núm. | Data                           | Torneig                                  | Superfície   | Equip                              | Oponents                                                        | Marcador |
| ---------- | ---- | ------------------------------ | ---------------------------------------- | ------------ | ---------------------------------- | --------------------------------------------------------------- | -------- |
| Guanyadora | 1.   | 13 − 19 de maig de 1974        | Fed Cup, Nàpols, Itàlia                  | Terra batuda | Evonne Goolagong Janet Young       | Jeanne Evert Julie Heldman Sharon Walsh-Pete                    | 2−1      |
| Finalista  | 1.   | 5 − 11 de maig de 1975         | Fed Cup, Ais de Provença, França         | Terra batuda | Evonne Goolagong Helen Gourlay     | Miroslava Bendlova Martina Navrátilová Renata Tomanova          | 0−3      |
| Finalista  | 2.   | 13 − 18 de juny de 1977        | Fed Cup, Eastbourne, Regne Unit (2)      | Gespa        | Kerry Melville Reid Wendy Turnbull | Rosemary Casals Chris Evert Billie Jean King                    | 1−2      |
| Finalista  | 3.   | 30 d'abril − 6 de maig de 1979 | Fed Cup, Madrid, Espanya (3)             | Terra batuda | Kerry Melville Reid Wendy Turnbull | Tracy Austin Rosemary Casals Chris Evert Lloyd Billie Jean King | 0−3      |
| Finalista  | 4.   | 19 − 25 de maig de 1980        | Fed Cup, Berlín, Alemanya Occidental (4) | Terra batuda | Susan Leo Wendy Turnbull           | Tracy Austin Rosemary Casals Chris Evert Lloyd Kathy Jordan     | 0−3      |

## Trajectòria

### Individual
| Open d'Austràlia | 1R | A | QF | 2R | 3R | A  | F  | A  | A  | A  | A  | 1R | 2R | A  | 2R | 3R | NC | 3R | 1R | 1R | 1R  | 0 / 13 |  |
| Roland Garros | A  | A | A  | 3R | 3R | A  | A  | A  | A  | SF | SF | 3R | A  | A  | A  | 1R | A  | 2R | A  | A  | A   | 0 / 7  |  |
| Wimbledon | A  | A | 1R | 1R | 1R | 4R | A  | A  | 4R | QF | 4R | 3R | A  | 1R | A  | 2R | 4R | QF | 2R | 1R | A   | 0 / 14 |  |
| US Open | A  | A | A  | 3R | 2R | SF | 4R | 4R | 3R | 4R | 4R | 1R | 2R | 1R | A  | 1R | A  | 1R | 1R | A  | A   | 0 / 13 |  |
| Rànquing a final d'any |    |   |    |    |    |    |    |    |    |    |    |    |    | 32 | 75 | 99 | 30 | 25 | 21 | 56 | 112 |        |  |
| Llegenda: G: Guanyadora; F: Finalista; SF: Semifinalista; QF: Quarts de final; Q: Qualificació; A: Absent; RR: Round Robin; |    |   |    |    |    |    |    |    |    |    |    |    |    |    |    |    |    |    |    |    |     |        |  |

### Dobles femenins
| Open d'Austràlia | A  | 2R | QF | A  | G  | A  | A  | A  | A  | QF | 1R | A  | A | A | NC | 1R | 1R | 2R | 2R | 1 / 9  |
| Roland Garros | A  | QF | QF | A  | A  | A  | A  | SF | A  | A  | A  | A  | A | A | A  | 3R | A  | A  | A  | 0 / 4  |
| Wimbledon | 1R | 1R | 1R | 1R | A  | A  | 1R | QF | 2R | A  | A  | 2R | A | A | 1R | 1R | 1R | A  | A  | 0 / 11 |
| US Open | A  | 1R | 1R | 3R | 3R | 3R | 2R | QF | A  | 1R | 2R | 1R | A | A | A  | 3R | A  | A  | A  | 0 / 10 |
| Llegenda: G: Guanyadora; F: Finalista; SF: Semifinalista; QF: Quarts de final; Q: Qualificació; A: Absent; RR: Round Robin; |    |    |    |    |    |    |    |    |    |    |    |    |   |   |    |    |    |    |    |        |

### Dobles mixts
| Open d'Austràlia | No celebrat | No celebrat | No celebrat | No celebrat | No celebrat | No celebrat | No celebrat | No celebrat | No celebrat | No celebrat | No celebrat | No celebrat | No celebrat | No celebrat | QF | QF | 1R | 0 / 3  |
| Roland Garros | A           | 1R          | SF          | A           | A           | A           | A           | A           | A           | A           | A           | A           | A           | A           | 2R | A  | A  | 0 / 3  |
| Wimbledon | 2R          | 2R          | 1R          | 1R          | A           | SF          | A           | F           | 1R          | A           | A           | A           | 1R          | 2R          | 2R | 1R | A  | 0 / 11 |
| US Open | A           | 1R          | A           | A           | A           | 1R          | A           | A           | 1R          | A           | 2R          | A           | A           | A           | 1R | A  | A  | 0 / 5  |
| Llegenda: G: Guanyadora; F: Finalista; SF: Semifinalista; QF: Quarts de final; Q: Qualificació; A: Absent; RR: Round Robin; |             |             |             |             |             |             |             |             |             |             |             |             |             |             |    |    |    |        |